# Liriomyza fricki
Liriomyza fricki este o specie de muște din genul Liriomyza, familia Agromyzidae, descrisă de Spencer în anul 1965. Conform Catalogue of Life specia Liriomyza fricki nu are subspecii cunoscute.